# Eremopoa
Eremopoa Roshev. é um género botânico pertencente à família Poaceae, subfamília Pooideae, tribo Poeae.
Suas espécies ocorrem na Europa, África e Ásia.

## Espécies
- Eremopoa altaica (Trin.) Roshev.
- Eremopoa attalica H. Scholz
- Eremopoa bellula (Regel) Roshev.
- Eremopoa capillaris R.R. Mill
- Eremopoa glareosa Gamajun. ex Pavlov
- Eremopoa mardinensis R.R. Mill
- Eremopoa medica H. Scholz
- Eremopoa multiradiata (Trautv.) Roshev.
- Eremopoa nephelochloides Roshev.
- Eremopoa oxyglumis (Boiss.) Roshev.
- Eremopoa persica (Trin.) Roshev.
- Eremopoa songarica (Schrenk) Roshev.